# یوریک سارکیسیان
یوریک سارکیسیان (ارمنی: Յուրի (Յուրիկ) Սարգսյան، زاده ۱۴ اوت ۱۹۶۱ در گغاکرت، ارمنستان شوروی) وزنه‌بردار سابق اهل ارمنستان شوروی است.

## زندگی‌نامه
در سال ۱۹۸۰ به عضویت تیم ملی وزنه‌برداری اتحاد شوروی درآمد؛ و در بازی‌های المپیک تابستانی ۱۹۸۰ مسکو موفق به کسب مدال نقره شد.
در سال ۱۹۸۲ عنوان افتخاری استاد ورزشی به وی اعطا شد.
به دلیل تحریم بازی‌های المپیک تابستانی ۱۹۸۴ لس آنجلس در رقابت‌ها شرکت ننمود.
سارکیسیان در سال‌های ۱۹۹۸ و ۲۰۰۲ در بازی‌های اتحادیه کشورهای مشترک‌المنافع رقابت نمود. در سال ۱۹۹۸ موفق به کسب مدال شد و در ۲۰۰۲ در سن ۴۱ سالگی این مدال را تکرار نمود.
در سال ۲۰۰۷ نام یوریک سارکیسیان به تالار مشاهیر وزنه‌برداری فدارسیون بین‌المللی وزنه‌برداری افزوده شد.
وی از سال ۱۹۹۴ در استرالیا زندگی می‌کند اما اغلب اوقات از ارمنستان دیدن می‌کند و در صدد است تا به میهنش بازگردد.